# Lotella
Lotella es un género de peces gadiformes de la familia Moridae.

## Especies
Se reconocen las siguientes especies:
- Lotella fernandeziana
- Lotella fuliginosa
- Lotella phycis
- Lotella rhacina
- Lotella schuettei
- Lotella tosaensis